# NGC 7760
NGC 7760 is een elliptisch sterrenstelsel in het sterrenbeeld Pegasus. Het hemelobject werd op 9 oktober 1790 ontdekt door de Duits-Britse astronoom William Herschel.

## Synoniemen
- UGC 12794
- MCG 5-56-8
- ZWG 498.14
- KARA 1042
- PGC 72512